# Australian Championships 1934
Die 27. Australian Championships waren ein Tennis-Rasenplatzturnier der Klasse Grand Slam, das von der ILTF veranstaltet wurde. Es fand vom 18. bis 27. Januar 1934 in Sydney, Australien statt.
Titelverteidiger im Einzel waren Jack Crawford bei den Herren sowie Joan Hartigan bei den Damen. Im Herrendoppel waren Keith Gledhill und Ellsworth Vines, im Damendoppel Margaret Molesworth und Emily Westacott die Titelverteidiger. Im Mixed waren Marjorie Crawford und Jack Crawford die Titelverteidiger.

## Dameneinzel
| Nr. | Spielerin           | Erreichte Runde |
| --- | ------------------- | --------------- |
| 01. | Joan Hartigan       | Sieg            |
| 02. | Margaret Molesworth | Finale          |
| 03. | Emily Westacott     | Viertelfinale   |
| 04. | Nancy Chitty        | Viertelfinale   |

| Nr. | Spielerin             | Erreichte Runde |
| --- | --------------------- | --------------- |
| 05. | Nell Hall             | Viertelfinale   |
| 06. | Louie Bickerton       | Halbfinale      |
| 07. | Katherine Le Mesurier | Achtelfinale    |
| 08. | Ula Valkenburg        | Viertelfinale   |

## Damendoppel
| Nr. | Paarung                             | Erreichte Runde |
| --- | ----------------------------------- | --------------- |
| 01. | Margaret Molesworth Emily Westacott | Sieg            |
| 02. | Joan Hartigan Ula Valkenburg        | Finale          |
| 03. | Louie Bickerton Nell Hall           | Halbfinale      |
| 04. | Nancy Chitty Nancy Lewis            | Viertelfinale   |